# Témoin de la dernière heure
Pour plus de détails, voir Fiche technique et Distribution.
Témoin de la dernière heure (Highway 301) est un film américain réalisé par Andrew L. Stone et sorti en 1950.

## Synopsis
S'appuyant sur des faits authentiques, le film décrit les derniers méfaits du Tri-State Gang (en) (Gang des trois États) et les circonstances conduisant à l'exécution violente de leurs chefs, George Legenza (dans la réalité, Walter Legenza) et Robert Mais, à Richmond (Virginie), en février 1935. Au cours des années 1930, la célèbre bande dévalisait de nombreuses banques, terrorisant au passage la population et profitant de l'absence de coordination entre les polices des trois États jouxtant ce périmètre.

## Fiche technique
- Titre du film : Témoin de la dernière heure
- Titre original : Highway 301 (Autoroute 301)
- Titre alternatif : Meurtre inachevé
- Réalisation et scénario : Andrew L. Stone
- Photographie : Carl E. Guthrie
- Format : Noir et blanc - 1,37 : 1
- Son : mono
- Musique : William Lava
- Montage : Owen Marks
- Décors : Leo K. Kuter
- Production : Bryan Foy, Warner Bros.
- Pays d'origine :  États-Unis
- Langue originale : anglais
- Genre : Film de gangsters, drame, film noir
- Durée : 83 minutes
- Dates de sortie : 
  - États-Unis : 1er décembre 1950
  - France : 9 mai 1952

## Distribution
- Steve Cochran : George Legenza
- Virginia Grey : Mary Simms
- Gaby André : Lee Fontaine
- Edmon Ryan : le sergent-détective Truscott (narrateur)
- Robert Webber : William B. « Bill » Phillips
- Wally Cassell : Robert « Bobby » Mais
- Aline Towne : Madeline Welton
- Richard Egan : Herbie Brooks
- Edward Norris : Noyes Hinton, le chauffeur du gang

## Autour du film
Après avoir établi sa réputation comme auteur de comédies et, surtout, grâce à la comédie musicale, Stormy Weather (1943), Andrew L. Stone aborde, en 1950, le film policier avec une violence et un réalisme que l'on ne lui soupçonnait guère. Démarche qu'il adoptera encore dans deux autres films noirs remarqués, The Night Holds Terror (1955) et Cry Terror (1958).
« La Highway 301 du titre original fait référence à un axe reliant la Caroline du Nord, la Virginie et le Maryland. » C'est précisément dans cette zone que l'illustre gang de Legenza et Mais ont opéré. La fameuse bande marqua fortement et durablement les esprits « puisque le film d'Andrew Stone s'ouvre sur un étrange mélange d'images d'actualité et de témoignages des gouverneurs des trois États concernés attestant de la véracité de l'épisode qui va nous être montré et de la leçon à en retenir, à savoir que le crime ne paie pas. »
On découvre dans Highway 301 des comédiens qui vont parcourir les films noirs de l'époque : Robert Webber, Richard Egan et surtout Steve Cochran qui, malgré un physique charmeur, incarnait des rôles de méchant. On se souviendra qu'un an auparavant, il était le concurrent ambitieux d'Arthur Cody Jarett (James Cagney) dans L'enfer est à lui de Raoul Walsh.
Les événements relatés ici ont fait l'objet d'un film télévisé dans la série des Untouchables (10ede la Première saison). Un ouvrage historique, consacré à cet épisode, a été publié aux États-Unis, écrit par Selden Richardson, The Tri-State Gang in Richmond : Murder and Robbery in the Great Depression, The History Press, 2012.